# Radiša Ilić
Radiša Ilić (Bajina Bašta, 20. rujna 1977. – ?, ožujak 2025.) bio je srbijanski nogometaš. U OFK Beograd je stigao iz FK Borac Čačak. Dugo godina je igrao u FK Partizanu, a jednu sezonu i u rumunjskom Naționalu.
Prema navodima medija, u ožujku 2025. godine izvršio je samoubojstvo.